# Heidi in gevaar
Heidi in gevaar is het dertiende verhaal uit de reeks Dag en Heidi.  Het werd in 1980 uitgegeven door de Standaard Uitgeverij als tweede album uit een reeks van zestien. In 1987 werd het album met een aangepaste cover heruitgegeven door Den Gulden Engel, meteen het laatste album uit deze reeks door hen uitgegeven.

## Personages
- Dag
- Heidi
- Oom Sven
- Indra
- Anja
- Koning Bimal
- de luitenant
- Wim, de scheepskok
- Indira

## Verhaal
Dag en Heidi zijn mee op een tocht op het schip van oom Sven. Heidi is echter zwaar ziek en de scheepsdokter heeft hier niet meteen een antwoord op. Er is echter weer hoop als het schip een drenkeling van Indische afkomst opvist. De man heet Indra en is een vertrouweling van koning Bimal. Als hij Heidi ziet, denkt hij dat ze prinses Anja is, het vermiste dochtertje van zijn vorst. Overtuigd dat de mensen op het schip de prinses hebben ontvoerd, neemt hij Heidi mee op zijn vliegend tapijt.
Nadat hij met behulp van geneeskrachtige kruiden Heidi's koorts kan wegnemen, brengt hij haar het koninklijk paleis. De vorst en het dienstmeisje van de prinses, Indira zijn blij met de terugkeer van de prinses. Ze denken eerst dat de prinses verward is door de ziekte die ze had afgelopen als ze zegt dat ze Heidi heet en wie haar familie is. Inmiddels is Dag er in geslaagd om in het paleis te komen. Zijn verhaal dat de prinses niet Anja maar zijn zusje Heidi is, wordt niet geloofd en hij wordt opgesloten in een kerker. Indira begint nu toch te twijfelen of het meisje wel de echte prinses is en Dag misschien toch de waarheid spreekt. Terwijl Heidi op krachten komt, gaat Indira op onderzoek uit. Ze bevrijdt hierbij Dag. De jongen krijgt twee soldaten van de koning achter zich die hem opnieuw willen vangen. Dag wordt gered door de luitenant van oom Sven en Wim, de scheepskok.
Indira gaat op bezoek bij haar moeder. Het was immers daar dat ze prinses Anja voor het laatst had gezien. Anja mocht van haar vader nooit het paleis en had zo nooit contact met andere kinderen en voelde zich hierdoor vaak eenzaam. Ze bleef maar aandringen bij Indira om haar eens mee te nemen naar het dorp zodat ze met andere kinderen kon spelen. Indira gaf ten slotte toe en vermomd (donker haar en huidskleur) kon ze de prinses uit het paleis smokkelen. Anja was dolgelukkig dat ze kon spelen met de kinderen van het dorp. Toen Indira haar wilde terugsturen naar het paleis na enkele dagen, weigerde Anja echter. Indira's moeder vertelt haar dochter dat de prinses is gevlucht. Indira twijfelt weer, is het meisje in het kasteel dan toch de echte prinses die een leugen heeft verzonnen.
Oom Sven is met enkele van zijn mannen ook nog steeds op zoek naar Heidi. Ze vinden niet Heidi, maar wel prinses Anja die wordt aangevallen door een tijger. Ze slagen erin om de tijger te verjagen. Dag beseft dat dit meisje Anja is. Anja is bang dat als ze terug naar het paleis wordt gebracht, haar vader haar weer als een vogeltje in een gouden kooi zal behandelen. Oom Sven spreekt echter met de vorst die meer dan eens begrijpt dat zijn dochter meer vrijheid wil om gelukkig te zijn. Heidi wordt weer verenigd met haar familie en vrienden.